# Munjong de Joseon
Munjong (en hangul, 문종; en hanja, 文宗), nacido como Yi Hyang (이향, 李珦) el 15 de noviembre de 1414 y fallecido el 1 de junio de 1452, fue el quinto rey de Joseon. Reinó solo dos años, de 1450 a 1452.

## Biografía
A Munjong se le impuso el nombre de Yi Hyang en su nacimiento, el 15 de noviembre de 1414. Era el hijo primogénito del príncipe Chungnyeong, quien más tarde ascendería al trono como Sejong el Grande. Su madre era la reina consorte Soheon. Antes de ser proclamado príncipe heredero en octubre de 1421, su padre pidió a los académicos de Jiphyeonjeon Sin Jang y Kim Ja que le enseñaran el Sohak (Aprendizaje elemental), tras lo cual lo inscribió en el Songgyungwan para continuar su educación. Sejong se aseguró de que recibiera una formación exhaustiva, de modo que en 1438 Munjong ya había leído los Cuatro libros y los cinco clásicos del confucianismo, la versión abreviada del Zizhi Tongjian, y había aprendido la pronunciación del chino. También estaba bien versado en astronomía y aritmética. En 1441 inventó el primer pluviómetro para medir la cantidad de agua de lluvia que caía sobre el palacio durante los períodos de sequía.
Fue uno de los colaboradores de su padre durante el período en que inventó el alfabeto coreano, ayudándole a establecer los sonidos y las rimas, y desde 1445 le ayudó a gobernar el reino durante su enfermedad. La regencia le permitió adquirir las competencias políticas necesarias antes de acceder al trono.

### Reinado
Ascendió al trono cuando Sejong murió en 1450, e hizo construir inmediatamente varios templos budistas para conmemorarlo. Esto causó descontento entre los académicos, ya que Joseon había estado practicando el neoconfucianismo desde su fundación, a pesar de una larga tradición budista que se remonta al Reino de Silla. Pero Munjong, atrayéndose nuevas críticas, invirtió una cantidad considerable de dinero en reparar los templos, y organizó ritos budistas dentro del palacio, sin dejar de profesarse no budista.
Militarmente, prestó mucha atención tanto a la producción de armas de fuego (promulgó un decreto en 1451 para desarrollar los hwacha, lanzacohetes múltiples),como al desarrollo de tácticas para desplegar las tropas, ordenando la revisión de los programas de entrenamiento. Reformó asimismo la organización de los cuerpos de ejército, otorgando también mayor poder al comandante de primera línea.

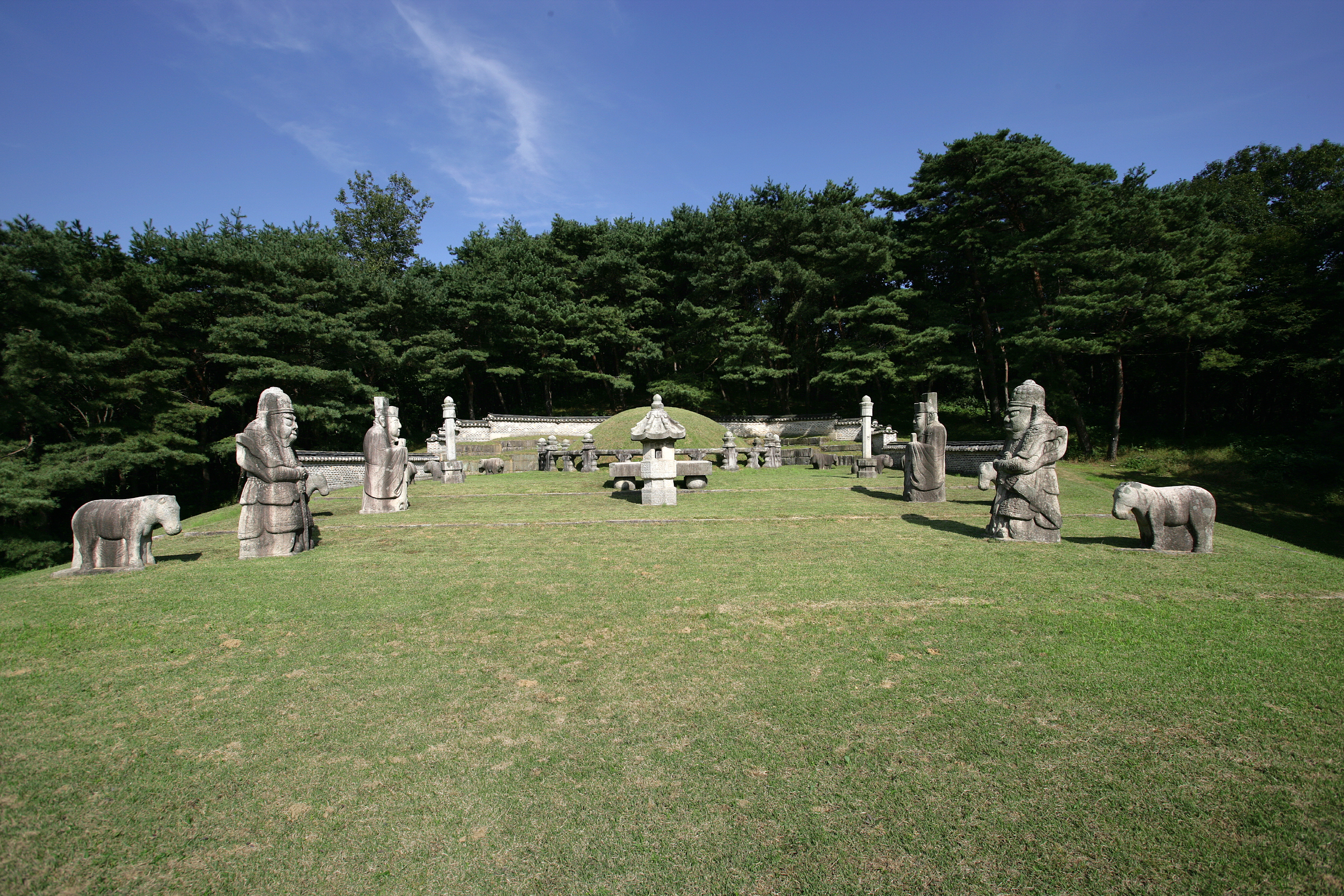
Tumba de Munjong.

Considerando el Daehakyeoneui, texto chino de la dinastía Song, lectura indispensable no solo para el soberano sino también para sus súbditos, ordenó que a los miembros de la familia real que no hubieran realizado estudios humanísticos o científicos se les enseñara para que lo aprendieran de memoria. También publicó el Dongguk Byeonggam (Crónica militar completa del Reino del Este ), el Goryeosa y muchos otros textos históricos.
En términos generales, durante su reinado el poder del rey se debilitó, mientras que se fortaleció el de sus súbditos.Murió en sus habitaciones del Palacio Gyeongbok dos años y cuatro meses después de su coronación, el 1 de junio de 1452, probablemente de septicemia, considerando que padecía dermatosis y que, poco antes de su muerte, habían aparecido en su piel graves forúnculos . Fue enterrado el 1 de septiembre sucesivo, en la zona sureste de Geonwolleung, en la tumba de su bisabuelo Taejo. Fue sucedido por su hijo, Hongwi, de doce años, más tarde conocido como Danjong.

## Ascendencia
|  |                       |  |  |  |  |  |  |  |  |  |  |  |  |  |  |  |
|  | Taejo de Joseon       |  |  |  |  |  |  |  |  |  |  |  |  |  |  |  |
|  |                       |  |  |  |  |  |  |  |  |  |  |  |  |  |  |  |
|  |                       |  |  |  |  |  |  |  |  |  |  |  |  |  |  |  |
|  | Taejong de Joseon     |  |  |  |  |  |  |  |  |  |  |  |  |  |  |  |
|  |                       |  |  |  |  |  |  |  |  |  |  |  |  |  |  |  |
|  |                       |  |  |  |  |  |  |  |  |  |  |  |  |  |  |  |
|  | Shinui de Joseon      |  |  |  |  |  |  |  |  |  |  |  |  |  |  |  |
|  |                       |  |  |  |  |  |  |  |  |  |  |  |  |  |  |  |
|  |                       |  |  |  |  |  |  |  |  |  |  |  |  |  |  |  |
|  | Sejong el Grande      |  |  |  |  |  |  |  |  |  |  |  |  |  |  |  |
|  |                       |  |  |  |  |  |  |  |  |  |  |  |  |  |  |  |
|  |                       |  |  |  |  |  |  |  |  |  |  |  |  |  |  |  |
|  | Min Je                |  |  |  |  |  |  |  |  |  |  |  |  |  |  |  |
|  |                       |  |  |  |  |  |  |  |  |  |  |  |  |  |  |  |
|  |                       |  |  |  |  |  |  |  |  |  |  |  |  |  |  |  |
|  | Wongyeong de Joseon   |  |  |  |  |  |  |  |  |  |  |  |  |  |  |  |
|  |                       |  |  |  |  |  |  |  |  |  |  |  |  |  |  |  |
|  |                       |  |  |  |  |  |  |  |  |  |  |  |  |  |  |  |
|  | Samhangukdaebuin Song |  |  |  |  |  |  |  |  |  |  |  |  |  |  |  |
|  |                       |  |  |  |  |  |  |  |  |  |  |  |  |  |  |  |
|  |                       |  |  |  |  |  |  |  |  |  |  |  |  |  |  |  |
|  | Munjong de Joseon     |  |  |  |  |  |  |  |  |  |  |  |  |  |  |  |
|  |                       |  |  |  |  |  |  |  |  |  |  |  |  |  |  |  |
|  |                       |  |  |  |  |  |  |  |  |  |  |  |  |  |  |  |
|  | Sim Deokbu            |  |  |  |  |  |  |  |  |  |  |  |  |  |  |  |
|  |                       |  |  |  |  |  |  |  |  |  |  |  |  |  |  |  |
|  |                       |  |  |  |  |  |  |  |  |  |  |  |  |  |  |  |
|  | Sim On                |  |  |  |  |  |  |  |  |  |  |  |  |  |  |  |
|  |                       |  |  |  |  |  |  |  |  |  |  |  |  |  |  |  |
|  |                       |  |  |  |  |  |  |  |  |  |  |  |  |  |  |  |
|  | Dama Mun              |  |  |  |  |  |  |  |  |  |  |  |  |  |  |  |
|  |                       |  |  |  |  |  |  |  |  |  |  |  |  |  |  |  |
|  |                       |  |  |  |  |  |  |  |  |  |  |  |  |  |  |  |
|  | Soheon de Joseon      |  |  |  |  |  |  |  |  |  |  |  |  |  |  |  |
|  |                       |  |  |  |  |  |  |  |  |  |  |  |  |  |  |  |
|  |                       |  |  |  |  |  |  |  |  |  |  |  |  |  |  |  |
|  | An Cheon-bo           |  |  |  |  |  |  |  |  |  |  |  |  |  |  |  |
|  |                       |  |  |  |  |  |  |  |  |  |  |  |  |  |  |  |
|  |                       |  |  |  |  |  |  |  |  |  |  |  |  |  |  |  |
|  | Samhangukdaebuin An   |  |  |  |  |  |  |  |  |  |  |  |  |  |  |  |
|  |                       |  |  |  |  |  |  |  |  |  |  |  |  |  |  |  |
|  |                       |  |  |  |  |  |  |  |  |  |  |  |  |  |  |  |
|  | Dama Kim              |  |  |  |  |  |  |  |  |  |  |  |  |  |  |  |
|  |                       |  |  |  |  |  |  |  |  |  |  |  |  |  |  |  |
|  |                       |  |  |  |  |  |  |  |  |  |  |  |  |  |  |  |

## Descendencia
Contrajo a lo largo de su vida varios matrimonios desafortunados. En 1427 tomó como concubina a la hija del magistrado Kim O-mun, pero menos de dos años después se descubrió que la mujer había utilizado métodos supersticiosos y aprendido la sexualidad taoísta para ganarse su favor, por lo que Sejong la expulsó del palacio y el matrimonio fue cancelado. Luego se casó con la dama Bong, quien fue expulsada después de tener una relación lésbica con una criada llamada Sossang. Su tercera esposa, la dama Gwon, entró en palacio en 1431 como concubina; recibió el título de princesa heredera en 1436 tras la expulsión de la dama Bong, y murió en 1441 al dar a luz al heredero al trono, Hongwi.
Consortes y respectiva descendencia:
1. Hwibin Kim, del bon-gwan Kim de Andong.
2. Sunbin Bong, del bon-gwan Bong de Haeum Bong.
3. Reina Hyeondeok, del bon-gwan Gwon de Andong. 
  1. Hija de nombre desconocido (?-1433).
  2. Princesa Gyeonghye (1436-1473).
  3. Yi Hongwi (1441-1457).
4. Sukbin Hong, del bon-gwan Hong de Namyang.
  1. Hija de nombre desconocido (1441-1444).
5. Sugui Mun, del bon-gwan Mun de Nampyeong.
6. Soyong Yu, del bon-gwan Yu de Munhwa.
7. Soyong Gwon, del bon-gwan Gwon de Andong.
8. Soyong Jeong, del bon-gwan Jeong de Dongnae.
  1. Hijo de nombre desconocido (murió en la infancia)
9. Soyong Yun, del bon-gwan Yun de Papyeong.
10. Sachik Yang.
  1. Princesa Gyeongsuk (1439-1482).
  2. Hija de nombre desconocido (1450-1451).
11. Sanggung Jang
  1. Hijo de nombre desconocido (murió en la infancia).

## En la cultura popular
Munjong ha sido interpretado en cine y televisión por los siguientes actores:
- Baek Yoon-shik en Pacheonmu (1980).
- Im Jung-ha en Seoljungmae (1984).
- Hwang Chi-hoon en Chudonggung mama (1983).
- Hong Seung-il en Pacheonmu (1990).
- Song Seung-hwan en Han Myeong-hoe (1994).
- Jeon Moo-song en Wanggwa bi (1998).
- Oh Eun-chan y Lee Sang-yeob en Dae-wang Sejong (2008).
- Park Jung-chul en Singijeon (2008).
- Jung Dong-hwan en Gongju-ui namja (2011).
- Sunwoo Jae-duk en Insu daebi (2011).
- Kim Tae-woo en The Face Reader (2013).
- Han Jeong-woo y Choi Seung-hun en Jang Yeong-sil (2016).
- Song Jae-hee en Daegun - Sarang-eul geurida (2018).
- Park Sung-hoon en Forbidden Dream (2019).